# Cyril Descours
Cyril Descours (* 15. Juli 1983 in Frankfurt am Main) ist ein französisch-deutscher Kino-, Fernseh- und Theater-Schauspieler.

## Leben
Cyril Descours wurde in Deutschland geboren und spielte bereits in der Grundschule Theater. Er hat eine deutsche Mutter und einen französischen Vater, seine Muttersprache ist Deutsch. Er spricht fließend Französisch und Englisch, lernt außerdem Italienisch und Spanisch.
1999 schrieb er sich an der privaten Schauspielschule Cours Florent ein, die er drei Jahre lang besuchte. Er ist Mitglied der Theaterkompanie "Pas de Dieux" und hat seinen Abschluss in literarischer Übersetzung gemacht.
Descours besitzt einen schwarzen Gürtel in Karate, schwimmt, fährt Inlineskates und Snowboard, spielt Tennis und reitet.
Descours ist seit 2008 mit der italienischen Schauspielerin Alessandra Martines liiert. Sie wurde durch ihre Titelrolle in Prinzessin Fantaghirò bekannt. Am 26. Oktober 2012 wurden die beiden Eltern eines Sohnes, Hugo.

## Filme

### Kino
- 2005: Paris, je t’aime (Gemeinschaftsfilm) – Regie: Gurinder Chadha
- 2005: Französisch für Anfänger – Regie: Christian Ditter
- 2007: Arthur und die Minimoys II – Regie: Luc Besson
- 2007: Silence ! on voudrait bien s'aimer – Regie: Alain Minot
- 2008: Complices – Regie: Frédéric Mermoud
- 2009: Une petite zone de turbulences – Regie: Alfred Lot

### Fernsehen
- 2007: Sa raison d'être
- 2008: La Reine et le Cardinal
- 2008: John Adams – Freiheit für Amerika
- 2010: Un Village Français – Überleben unter deutscher Besatzung (Un Village Français, Fernsehserie, 6 Folgen)

## Theater

### Stücke
- 2007: Palindromes von Leela Alaniz
- 2006: Don Qui von Leela Alaniz
- 2005: Demandes en Mariage von Michel Melki
- 2001: Art von Yasmina Reza
- 2001: Les Femmes savantes von Molière